# A Jazzed Honeymoon
A Jazzed Honeymoon er en amerikansk stumfilm fra 1919 af Hal Roach.

## Medvirkende
- Harold Lloyd
- Snub Pollard
- Bebe Daniels
- Sammy Brooks
- Mildred Forbes